# Báb (Slovacchia)
Báb (in ungherese Báb, in tedesco Baab) è un comune della Slovacchia facente parte del distretto di Nitra, nella regione omonima.